# La Fuite extraordinaire de Johannes Ott
La Fuite extraordinaire de Johannes Ott (Galjot), publié en 1978 (Fondation Pomurski, Murska Sobota), est un roman de l'écrivain slovène Drago Jančar, publié en français seulement en 2020.

## Résumé et mise en contexte
La majeure partie du roman se déroule dans un contexte austro-slovène, en Styrie autrichienne mais assez loin de Graz,  et surtout en Carniole (ou Slovénie occidentale), dont la capitale non nommée est Ljubljana.
Parmi les autres villes et régions évoquées : Venise, Salzbourg, Meissen, Karst (Trieste, Rijeka, Pula), Croatie, Dalmatie, Istrie...
Les périodes évoquées renvoient aux années 1650-1680, à l'époque de Léopold-Guillaume de Habsbourg (1614-1662) et de Léopold Ier (empereur du Saint-Empire) (1640-1705, ou Léopold IX). Pourtant, l'ambiance peut paraître médiévale, même si la Réforme protestante et la Guerre de Trente Ans (1618-1648) sont (rétrospectivement) déjà du passé.
Un homme est en itinérance caravanière puis en fuite dans une Europe centrale dévastée (et en galère sur la Méditerranée)...
Il s'agit donc d'un roman historique, social, sociétal, picaresque, dramatique, tragique, métaphorique.

## Parcours

### Chapitres 1 à 10: Marchand itinérant
À la grille d'une église vide abandonnée et/ou dévastée, un homme seul, avec un sac comme unique bagage et une selle. Il y aperçoit une croix, une statue de Saint-Sébastien percé de flèches, et une de Saint-Roch (1350-1378) avec abcès au genou. Lui-même se sait manifestement aussi malade que son environnement : de sombres taches d'humidité se contorsionnaient sur le mur, les taches et leurs figures grinçantes, marécage, air saturé d'humidité, cheval fourbu abandonné à la boue...
Un aubergiste accepte de l'héberger, et même de lui procurer un cheval, mais le commissaire à la peste vient d'arriver et d'interdire de voyager.
Johan Ot, ou Johannes Ott,  s'installe donc, légalement, dans une maison, réputée hantée. L’étranger inconnu, taiseux, suspect et suspecté, s'installe, fréquente, boit, éclaire (trop) son logis la nuit.
Pour apaiser la colère divine, la chasse aux sorcières est menée par quelques juges : Andrej Barth, Lampretic, Gregory Pregl.
Pourtant, des forces magiques appellent au rassemblement, pour un cercle magique dont il importe de ne pas sortir.
Le Dr Ambroz est l'émissaire qui lui signifie par deux fois l'avertissement de se tenir à l'écart de cette agitation.
Johan Ott est vite accusé, non de sorcellerie, mais d'être membre de la nouvelle stifta, une confrérie qui changeait le monde à sa manière, et à sa manière folle, par le feu, le fouet et la foi (p. 41).
Il est vite soumis à la Caroline de Styrie, dans une forme d'inquisition très catholique : croupir dans un trou de la tour de justice, se faire présenter des méthodes de torture (au cas où ce serait nécessaire), subir divers interrogatoires, assister à son procès, tâcher de régler un malentendu (Johannes Ott, de Neisse, en Allemagne ou en Silésie ?).
On exige la mise à mort rapide du condamné.
Un inconnu, anabaptiste, vient lui proposer une solution, le chef des stiftars, Jacob Drzaj (p. 70).
Lors de son transfert à H, pour une nouvelle procédure de preuve, il est soumis à la légitime colère, à la haine populaire : injures, coups.
Puis, une nuit, l'ennemi intérieur disparaît.
Consigné et bien nourri dans une petite maison sur une crête, il reçoit enfin la visite nocturne de trois cavaliers : ils lui rappellent que la vieille fraternité est encore vivante, avec cette promesse qu’ils seront tous comme frères et sœurs (p. 82), et lui proposent un travail clandestin, devenir un messager caché de la fraternité, sous couvert de commerce intinérant à cheval.
Le voyage commence : vallée encaissée, hameau, abattage clandestin nocturne, masure du contact Urban Posek, femme se glissant dans sa couche.
Il rejoint une troupe de marchands, menée par Krobath, protégée par des soudards.
Le marchand Ivan Adam, dès le premier soir, parle trop, sur l’empereur poudré Léopold, sur la confrérie des Vier Bergen (et Kribath), sur sa sorcière de grand-mère Ana Jalenko.
Au matin, police et justice, interrogatoire serré, soupçons de collusion avec les paysans révoltés et hérétiques, négociation, libération.
La troupe passe devant deux hommes massacrés mais vivants et exposés, puis subit une terrible tourmente de neige, avant d'approcher la ville.
Cet hiver-là, sous la protection de Balthazar Kazelj Locatelli, Johannes devient un habile marchand de la troupe.
À Pâques réapparaissent les troupes de flagellants, et les problèmes.
Johannes rembourse à Urban Posek et Jakob Demsar sa dette, mais ce n'est pas ta seule dette.
Ivan Adam en fait toujours trop dans les tavernes.
En route, Johannes esr saisi par un flamboiement au mitan du ciel, que le chef de troupe considère comme une simple insolation.

### Chapitres 11 à 15: Séjour impérial
Si on répare enfin les routes, c'est que l'Empereur va bientôt visiter la ville ducale, cosmopolite, déjà en liesse.
Balthazar réside dans le centre très bourgeois de cette capitale, sans doute Ljubljana/Leibach.
La première réception avec un chef de corporation, un juge, à la suite des provocations verbales d'Adam, se transforme en scandale et en bagarre.
Puis en duels amoureux, Adam et Doroteja (épouse de Balthazar), Johannes et Matilda, la jeune fille du juge.
Balthazar et Doroteja décident de clarifier la situation, en hébergeant Johannes et Krobach et en organisant des réceptions, afin de montrer le meilleur de tous.
Une caravane, avec Balthazar et Krobach, est entreprise en direction d'Ancône.
Pendant cette équipée, Adam se perd dans le complotisme, et Johannes dans les bras de Matilda puis de Doroteja.
La ville s'emplit d'espions, de délateurs, de forces de l'ordre, dans une sorte d'état de siège, selon Adam.
Un soir, la dernière nuit avant l'événement, Johannes est interdit de présence chez Doroteja, et s'impose chez Matilda, puis erre, sans trouver le sommeil.
Et déjà se développe la foule immense dans les rues et sur les places, la processionnaire aux mille pattes, pour l'arrivée de l'Empereur, seul dans sa cuirasse, dentelles autour du cou, et perruque énorme sur la tête (p. 172).
Finalement, il va rester sept jours dans cet ennuyeux pays alpin (p. 180).
Doroteja se rapproche des comtes Rossini Schlossenberg (petit fonctionnaire impérial, en quartier chez les Locatelli), de Kristofer Starburgard, de Janez Massheim, du ministre comte Lorcia, puis de l'Empereur (accompagné de son talisman, un gnome velu (p. 184)).
Et celui-ci n'est guère performant.
Le séjour terminé, Adam réapparaît, furieux.
Mais l'étau  se resserre autrour de tous ces gens sous surveillance, Adam, Johannes, Doroteja.
Johannes prend la fuite : dérobé, rossé, forêt, ravin, grotte, orage, bergerie, réunion de bergers...

### Chapitres 16 à 25: Galères
Johannes se réfugie près d'un calvaire, près du village de Sveti Anton (Saint-Antoine).
Un autre gueux tente de lui prendre ses bottes.
Anton le fou, jovial hirsute, lui livre les informations nécessaires : sonnerie de cloches, chasse aux sorcières.
Joie effrénée de fête au milieu du village, éclaireurs, chanteurs, toute une armée, procession de moines, pendant que Johannes, dans une étable, tombe malade.
Après avoir rompu d'avec Anton, seul, en montagne, il descend du Karst vers la mer et la ville (potentiellement Gorizia, ou toute autre ville portuaire) : ville morte, arrestation rapide, prison avec d'autres marauds, geôliers fous, interrogateurs.
Accusé d'être Hans Debelak, mendiant de Carniole, de la société secrète Zauber-Jackl, empoisonneur, chargé de semer le trouble, la folie et la mort dans les villes de la République de Venise (p. 243).
Il est condamné aux galères à perpétuité.
Ce qu'un tableau au tribunal annonçait se réalise en pire (mer déchaînée, bateau naufragé).
Le galérien parcourt la Méditerranée, jusqu'à la Mer Occidentale : Espagne, Inquisition, Islam, Chypre, Turquie, Corse, France.
Un vieillard trapu net estropié, Simon la Mouette, finit par lui raconter son histoire : se taire, et durer.
Dirigeant anabaptiste, arrêté, condamné, abandonné, dénoncé, livré, condamné lui aussi aux galères à perpétuité.
La galère fait participer Simon, révolté et altruiste, davantage à la légion des inflexibles : il les convertit, les défend, en protestant contre la mauvaise nourriture, puis se retrouve estropié, humilié, et désormais courroie de transmission à vie.
Par une tempête d'équinoxe, la galère marsiliane est à nouveau perdue, par calme plat, en mer Occidentale, puis poussée à la côte, sans doute au Maroc.
Tout l'équipage survivant est mis en quarantaine dans un entrepôt du port.
Le galérien Johannes prend en charge un jeune homme à pustules, et tente de s'enfuir avec lui, à travers de sérieux barrages.
Puis, l'individu se retrouve seul, en mauvais état, sous une voûte basse dans le ciel vide, une chapelle avec les statues de Saint-Sébastien et de Saint-Roch.
Malade, il finit par s'imposer dans une taverne...

## Accueil
Le roman, traduit dans de très nombreuses langues, a attendu 40 ans avant de l'être en français.
Le lectorat francophone est encore, en septembre 2020, très discret.
« Très métaphorique et symbolique, le livre semble viser à traduire le tragique de la condition humaine, entre violence du pouvoir politique, l'impuissance de l'individu, l'instinct du troupeau destructeur et incapable de faire changer les choses. L'impossible liberté, dans un univers où elle n'a pas de sens, dans lequel la nature semble aussi enfermante et angoissante que le cachot. Johannes Ott est une idée plus qu'un individu : il ne semble pas avoir de passé, ou tout au moins on ne sait rien de lui : quel genre de famille, d'enfance, de liens a-t-il pu connaître avant de s'engager dans cette fuite permanente, qui va de mal en pis. Il peut être tout le monde, mais au final il n'est personne. ».